# Privat-Brauerei Zötler
 (mai 2021).
Si vous disposez d'ouvrages ou d'articles de référence ou si vous connaissez des sites web de qualité traitant du thème abordé ici, merci de compléter l'article en donnant les références utiles à sa vérifiabilité et en les liant à la section « Notes et références ».
La Privat-Brauerei Zötler est une brasserie à Rettenberg, dans le Land de Bavière.

## Histoire
Une brasserie est fondée en 1447 au pied du Grünten par un aubergiste inconnu ; le théologien Manfred Gohl affirme ainsi que Zötler est la plus ancienne brasserie. Par un contrat d'achat daté du 10 août 2009, la brasserie reprend les droits de marque et les clients de la Postbrauerei Karl Meyer Nesselwang le 1er décembre 2009.
En novembre 1919, Herbert Zötler d'Altstädten épouse la fille unique de la famille Müller, nommée Hedwig, héritière de la famille qui possède la brasserie de Rettenberg. En août 1920, Andreas Müller et Herbert Zötler ont fondé une entreprise pour exploiter conjointement la brasserie, la brasserie-auberge et la ferme.
Depuis 2010, la Privat-Brauerei Zötler donne une bière spéciale pour l'Allgäuer Festwoche.
Zötler appartient à l'association Die Freien Brauer.

## Production
La Privat-Brauerei Zötler brasse différents types de bières : la 1447 naturellement trouble, les Zötler Gold et Zötler Gold sans alcool, la Bayerisch Hell, la Pils, les Hefeweizen Hell, Hefeweizen sans alcool, Hefeweizen clair et foncé, St.Stephansbock, Korbinian Dunkel, Festbier , Maibock, Vollmond-Bier. En outre, Zötler produit trois bières Postbrauerei Allgäu et des boissons gazeuses Alpina-C. De plus, depuis 2013, la brasserie produit deux limonades sous la marque Zötler Berglimo, qui se composent exclusivement de matières premières de l'Allgäu, ne contiennent ni sucre ajouté ni conservateur et sont raffinées avec un extrait de foin.